# Cratere Lachute
Lachute  è un cratere sulla superficie di Marte.